# منارة كاسل بوينت
منارة كاسل بوينت هي منارة تقع بالقرب من قرية كاسل بوينت في إقليم ويلينغتون في الجزيرة الشمالية من نيوزيلندا. وتُعد أطول منارة في الجزيرة الشمالية بارتفاع يبلغ 52 مترًا فوق مستوى سطح البحر، وهي واحدة من منارتين فقط في نيوزيلندا لا تزالان تستخدمان عدسة فرينل الدوارة الأصلية. تمتلكها وتُشغّلها الهيئة البحرية النيوزيلندية.

## التاريخ
صُنعت المنارة في ولينغتون خلال عام 1912، ثم نُقلت وترُكبت في موقعها الحالي في كاسل بوينت. أُضيئت رسميًا لأول مرة يوم الأحد 12 يناير 1913، وكانت تعمل في البداية باستخدام الزيت كوقود، وترسل ثلاث ومضات ضوئية كل 45 ثانية، يمكن رؤيتها من مسافة تصل إلى 35 كيلومترًا.
في عام 1954، استُبدل المصباح الزيتي بمصباح كهربائي متوهّج يعمل بواسطه مولد ديزل محلي، ثم جرى ربطها بشبكة الكهرباء العامة في عام 1961. أصبح الشاطئ القريب، المعروف باسم شاطئ كاسل بوينت، وجهة مفضّلة للمصطافين، فيما حظيت المنارة بشهرة واسعة بين الزوار وحملت لقب "منارة العطلات".
وفي عام 1988، تحوّل تشغيل المنارة إلى نظام آلي بالكامل، وأصبحت تُدار على مدار الساعة عن بُعد من قبل الهيئة البحرية النيوزيلندية في ولينغتون.